# Heterotis pygmaea
Heterotis pygmaea är en tvåhjärtbladig växtart som först beskrevs av Auguste Jean Baptiste Chevalier och Jacq.-fél., och fick sitt nu gällande namn av Jacq.-fél.. Heterotis pygmaea ingår i släktet Heterotis och familjen Melastomataceae. Inga underarter finns listade i Catalogue of Life.